# Kangding
Kangding (en chino, 康定; pinyin, Kāngdìng ; en tibetano: དར་མདོ།, wylie: dar mdo, ZWPY: Tando) también conocida por su nombre tibetano Darzedo (en tibetano: དར་རྩེ་མདོ།, wylie: dar-rtse-mdo, ZWPY: Darzêdo ; en chino, 打箭炉; pinyin, Dǎjiànlú) es la capital de la Prefectura Garze en la provincia de Sichuan de la República Popular China. Su área es de 11 594 km² y su población total para 2010 superó los 130 mil habitantes, aunque muchos de ellos habitan fuera de la aglomeración urbana, en granjas pertenecientes al área de la ciudad.

## Administración
La ciudad de Kangding se divide en 17 pueblos que se administran en 2 subdistritos, 8 poblados y 7 villas.

## Toponimia
El topónimo chino Kangding se compone de los sinogramas Kang (nombre propio) y Ding (estabilidad). La zona al este de la montaña Danda (丹达山) se llama "Kang", y el nombre "Kangding" se interpretó como 'Kang es estable' (康地安定 Kāngde āndìng). Su nombre tradicional tibetano Darzedo significa 'la confluencia de los ríos  Daqu y Zequ'. 
Los historiadores chinos la registraron como Dajianlu (打箭炉) abreviada Lucheng (炉城 'ciudad Lu'). Dajianlu se traduce como "Horno de Flechas", este nombre proviene de una leyenda que dice que durante la dinastía Han esta zona era una fabrica de flechas . Con el tiempo, el nombre se simplificó a Lucheng, que significa "Ciudad del Horno".

## Historia
Kangding  con anterioridad había sido llamada Chakla o Chala, y Minya por sendos reinos ubicados en el lugar. Y posteriormente Tatsienlu. Desde 1904 tiene el nombre chino de Kangding a veces escrito como Kangting. Entre 1939 y 1951 fue la capital de la desaparecida provincia de Xicang o Sicang bajo el control de un traficante de opio. Los tibetanos la conocen como Dartsedo o Dardo (a veces escrito Darbo). Perteneció a la región tibetana de Kham, hoy integrada en el oeste de Sichuan.
Los ríos Zhepuo y Yala se conocen como Dar y Tse en tibetano, dando nombre a la ciudad en dicha lengua.
Minya era un antiguo reino de la zona y Konka representa la nieve blanca. El nombre de Gongga se lo dieron escaladores chinos que conquistaron la cima a finales de los 1950.
Hasta hace pocos años, la ciudad fue un punto fronterizo en el que se realizaban tratos comerciales entre tibetanos y chinos. Fue también el punto de partida de muchas expediciones que viajaban hacia el Tíbet, de aquí partía, desde el siglo VII, hasta mediados del siglo XX, la Ruta del Té y los Caballos. En la actualidad, la economía de Kangding depende en gran parte de las centrales eléctricas que se han instalado en la zona.
El 16 de marzo de 2015, el Consejo de Estado aprobó la revocación de condado a ciudad condado a Kangding.

## Geografía
La ciudad está ubicada en las laderas de las montañas Da Xue, en la confluencia de los ríos Zhepuo (o Zhedo) y Yala. Dado lo escaso del territorio habitable entre las montañas, la ciudad “fluye” a ambos lados del Zhepuo que baja con fuerza por la avenida principal con un estruendo continuo que caracteriza a la ciudad.
A uno de los lados se eleva la montaña Paoma por encima de los 2.700 metros, con varios monasterios en sus laderas y coronada por una gran chorten o estupa.
A pocos kilómetros al sur de Kangding se encuentra la montaña Gongga, Minya Konka, o Minyak Gangkar en Tibetano, la más elevada del territorio chino después de las situadas en el Tíbet. Tiene una altura de 7556 metros.
El 1 de julio de 1786, un terremoto de 7,4 grados en la escala Richter destruyó casi por completo la ciudad.
Entre los monasterios destacan el de Anjue Si, en la misma ciudad, y el Nanwu Si, en las afueras.

## Clima
Kangding tiene un clima monzónico, a pesar de la elevación de 2560 metros, la variación diurna es de solo 10,5 °C en cualquier mes del año. De abril a septiembre, la lluvia es muy común, con alrededor de dos tercios del total, además, el 77% de la precipitación anual va de mayo a septiembre. Las temperaturas medias diarias anuales van desde -2.2 °C en enero a 15,5 °C en julio, siendo la media anual de 7,09 °C. En el transcurso del año, el período libre de heladas dura 177 días y hay 1738 horas de sol.
| Parámetros climáticos promedio de Kangding (1971–2000) | Parámetros climáticos promedio de Kangding (1971–2000) | Parámetros climáticos promedio de Kangding (1971–2000) | Parámetros climáticos promedio de Kangding (1971–2000) | Parámetros climáticos promedio de Kangding (1971–2000) | Parámetros climáticos promedio de Kangding (1971–2000) | Parámetros climáticos promedio de Kangding (1971–2000) | Parámetros climáticos promedio de Kangding (1971–2000) | Parámetros climáticos promedio de Kangding (1971–2000) | Parámetros climáticos promedio de Kangding (1971–2000) | Parámetros climáticos promedio de Kangding (1971–2000) | Parámetros climáticos promedio de Kangding (1971–2000) | Parámetros climáticos promedio de Kangding (1971–2000) | Parámetros climáticos promedio de Kangding (1971–2000) |
| Mes                                                    | Ene.                                                   | Feb.                                                   | Mar.                                                   | Abr.                                                   | May.                                                   | Jun.                                                   | Jul.                                                   | Ago.                                                   | Sep.                                                   | Oct.                                                   | Nov.                                                   | Dic.                                                   | Anual                                                  |
| ------------------------------------------------------ | ------------------------------------------------------ | ------------------------------------------------------ | ------------------------------------------------------ | ------------------------------------------------------ | ------------------------------------------------------ | ------------------------------------------------------ | ------------------------------------------------------ | ------------------------------------------------------ | ------------------------------------------------------ | ------------------------------------------------------ | ------------------------------------------------------ | ------------------------------------------------------ | ------------------------------------------------------ |
| Temp. máx. abs. (°C)                                   | 22.2                                                   | 23.2                                                   | 26.0                                                   | 26.8                                                   | 29.4                                                   | 26.5                                                   | 26.7                                                   | 27.5                                                   | 25.5                                                   | 23.5                                                   | 20.5                                                   | 17.7                                                   | '                                                      |
| Temp. máx. media (°C)                                  | 3.5                                                    | 5.1                                                    | 9.5                                                    | 13.8                                                   | 16.3                                                   | 17.9                                                   | 20.2                                                   | 20.4                                                   | 16.3                                                   | 12.2                                                   | 8.6                                                    | 5.1                                                    | 12.4                                                   |
| Temp. media (°C)                                       | −2.2                                                   | −0.6                                                   | 3.4                                                    | 7.6                                                    | 10.9                                                   | 13.2                                                   | 15.5                                                   | 15.3                                                   | 11.7                                                   | 7.6                                                    | 3.3                                                    | −0.6                                                   | 7.1                                                    |
| Temp. mín. media (°C)                                  | −5.9                                                   | −4.3                                                   | −0.8                                                   | 3.3                                                    | 6.9                                                    | 9.9                                                    | 12.0                                                   | 11.8                                                   | 8.8                                                    | 4.6                                                    | −0.2                                                   | −4.3                                                   | 3.5                                                    |
| Temp. mín. abs. (°C)                                   | −13.3                                                  | −13.8                                                  | −11.2                                                  | −3.8                                                   | −1.3                                                   | 0.6                                                    | 2.7                                                    | 1.0                                                    | 0.1                                                    | −3.2                                                   | −8.3                                                   | −14.1                                                  | '                                                      |
| Precipitación total (mm)                               | 5.5                                                    | 11.6                                                   | 33.3                                                   | 57.3                                                   | 107.4                                                  | 169.4                                                  | 123.2                                                  | 103.9                                                  | 135.0                                                  | 63.7                                                   | 16.5                                                   | 5.4                                                    | 832.2                                                  |
| Días de precipitaciones (≥ 0.1 mm)                     | 6.5                                                    | 9.8                                                    | 12.5                                                   | 17.4                                                   | 20.4                                                   | 23.1                                                   | 21.8                                                   | 19.7                                                   | 20.1                                                   | 14.8                                                   | 7.7                                                    | 5.2                                                    | 179.0                                                  |
| Fuente: Weather China                                  |                                                        |                                                        |                                                        |                                                        |                                                        |                                                        |                                                        |                                                        |                                                        |                                                        |                                                        |                                                        |                                                        |